# Saint-Rieul
Saint-Rieul är en kommun i departementet Côtes-d'Armor i regionen Bretagne i nordvästra Frankrike. Kommunen ligger i kantonen Lamballe som tillhör arrondissementet Saint-Brieuc. År 2022 hade Saint-Rieul 548 invånare.

## Befolkningsutveckling
Antalet invånare i kommunen Saint-Rieul
Referens:INSEE